# Shirō Ōsaka
Pour les articles homonymes, voir Ōsaka.
Shirō Ōsaka (大坂 志郎, Ōsaka Shirō), né à Noshiro (Japon) le 14 février 1920 et mort le 3 mars 1989, est un acteur japonais.

## Biographie
Shirō Ōsaka est connu pour avoir interprété le rôle de Keizo, le fils cadet de la famille Hirayama dans Voyage à Tokyo (1953) de Yasujirō Ozu.
Il apparait dans plus de 160 films entre 1943 et 1986

## Filmographie sélective

### Les années 1940
- 1943 : Aiki minami e tobu
- 1943 : Hana saku minato : Eikichi
- 1946 : Hatachi no seishun : Keikichi
- 1946 : La Victoire des femmes (女性の勝利, Josei no shōri?) de Kenji Mizoguchi : un étudiant
- 1946 : Tokyō tokkyū yon ressha : Nakamoto
- 1946 : Le Matin de la famille Osone (大曾根家の朝, Ōsoneke no asashi?) de Keisuke Kinoshita : Takashi Ōsone
- 1947 : Hazukashii koro : Nakamura
- 1947 : Shinya no shicho
- 1949 : Kanashiki kuchibue : Matchan
- 1949 : Odoru ryūgūjō : Sabakichi

### Les années 1950
- 1950 : La Bataille de roses (薔薇合戦, Bara gassen?) de Mikio Naruse : Ejima
- 1950 : Pen itsuwarazu, bōryoku no machi
- 1951 : Tekirei san'nin musume : Ken'ichi Misawa
- 1951 : Yume ōki koro : Tatsuo Yamane
- 1952 : Ashita wa gekkyūbi : Shimzu
- 1953 : Ojosan shacho : Keigo Namiki
- 1953 : Shin Tokyo koshin-kyoku : Yoshio Endo
- 1953 : Tōkyō madamu to Ōsaka fujin : Ryūkichi Nishikawa
- 1953 : Voyage à Tokyo : Keizo Hirayama
- 1954 : Kimi no na wa : Dai-san-bu
- 1955 : Aishu nikki : Shiro Kabayashi
- 1955 : Maternité éternelle (乳房よ永遠なれ, Chibusa yo eien nare?) de Kinuyo Tanaka : Yoshio
- 1955 : Ginza 24 chou : Santarō Mochizuki
- 1955 : Zoku keisatsu nikki : Tashiro, détective
- 1956 : Niko-yon monogatari : Kosuke-kun
- 1956 : Satsujin keikaku kanryō
- 1956 : Shi no jūjiro : Ryōsuke Sōma, peintre / Jūkichi Minami, détective (joue deux rôles)
- 1956 : Ueru tamashii : Masaharu Shimotsuma
- 1956 : Waga machi
- 1956 : Zoku ueru tamashii : Masaharu Shimotsuma
- 1957 : Judai no wanā
- 1957 : Nikutai no hankō : Ichirō Tateno
- 1957 : Otemba san'nin shimai : Odoru taiyō : Kaneko
- 1957 : Saigo no totsugeki : Surgeon Shimoyama
- 1957 : Towa ni kotaezu - Seishun-hen : Genkichi Agata
- 1958 : Ashita wa ashita no kaze ga fuku
- 1958 : Ginza no sabaku : Marukaku
- 1958 : Red Pier : Détective Noro
- 1958 : Towa ni kotaezu - Kanketsu-hen : Genkichi Agata
- 1959 : Abashiri Bangaichi
- 1959 : Fudōtoku kyōiku kōza : Bunpei Sagara / Ryosuke Fujimura
- 1959 : Iō-tō : Masatoshi Katagiri
- 1959 : Kawaii onna : Haruo Kurata
- 1959 : Kaze no aru michi : Takaaki Takeshima
- 1959 : Tokyo no kodoku : Tetsuya Ōnuki
- 1959 : Wakaii hyo no murē
- 1959 : Yuganda tsuki : Akira Kimoto / Hiroshi Kimoto

### Les années 1960
- 1960 : Ajisai no uta : Giichirō Fujimura
- 1960 : Akai yūhi no wataridori : Daizō Koshiya
- 1960 : Datō - Knock Down : Shūichi Nonaka
- 1960 : Ore wa dawā sare naii
- 1960 : Sabita kusari : Taizo Mizuhara
- 1960 : Shippu kozo
- 1961 : Cochons et Cuirassés : Hoshino
- 1961 : Gonin no totsugeki tai : Nogami
- 1961 : Kusa wo karu musume : Kinsaku
- 1961 : The Man from the East
- 1961 : Zurari oretacha yojinbo
- 1962 : Ai to shi no katami : Nakazawa
- 1962 : Omizu hara
- 1962 : Otoko to otoko no ikiru machi : Sakaguchi
- 1962 : Wakai hito : Yamakawa, docteur
- 1963 : Izu no odoriko : Eikichi, frère de Kaoru
- 1963 : Kanto yūkyōden
- 1963 : Kono kubi ichimangoku : Sukejū
- 1963 : Otoko no monshō
- 1963 : Seki no yatappe
- 1963 : Seul sur l'océan Pacifique (太平洋ひとりぼっち, Taiheiyō hitori-botchi?) de Kon Ichikawa
- 1963 : Ukyonosuke Junsatsu-ki
- 1963 : Yorū no kunshō
- 1963 : Ūmi no garasu
- 1964 : Brand of Evil : Seitaro Matsuno
- 1964 : Kuroi kaikyo : Fujino
- 1964 : Shichinin no mago :
- 1964 : The Great Killing
- 1964 : Tokai yūkyōden
- 1965 : Abare inu
- 1965 : Hikaru umi
- 1965 : Zoku Abashiri bangaichi
- 1966 : Hikō shōjo Yōko : Yabuki
- 1966 : Kawa no hotori de :
- 1966 : Otoko no monshō : Ryūko mujō
- 1966 : Santo hei oyabun shutsu jin
- 1967 : Aitsu to watashi
- 1967 : Aru hi watashi wa
- 1967 : Hana to kaijitsu : Kanzō Nakahata
- 1967 : New York Gaeri no Inakkappe : Ippei Katsura
- 1968 : Bonta no kekkon ya : Yozo Tsubaki
- 1968 : Dorifutazu desu yo !Totte totte torimakure
- 1968 : Kenka Tarō
- 1968 : Kigeki hachurui : Tsuyuki
- 1968 : Seishun o warera ni
- 1968 : Tekka no hanamichi
- 1969 : Dorifutazu desu yo !Tokkun tokkun mata tokkun
- 1969 : Lemon Squash : 4 Versus 4 :
- 1969 : Onna tobakushi jūban shōbu
- 1969 : Onna tobakushi saikoro kesshō
- 1969 : Shi to sora to
- 1969 : Yakuza hijoshi - mushyo kyodai

### Les années 1970
- 1970 : Daikon no hana :
- 1972 : Hyaku-nin no daibōken
- 1972 : Hyakuman-nin no dai-gasshō : Machimura
- 1975 : Zesshō
- 1976 : Akai shōgeki :
- 1977 : Dorodarake no junjō : Det. Nakamura
- 1977 : Nogiku no haka
- 1977 : Shinkansen kouankan :
- 1979 : Trouble man : warauto korosuzo

### Les années 1980
- 1981 : Kazunomiya sama otome
- 1982 : Matsumoto Seichō no Ekiro
- 1983 : Time and Tide : Imai-san
- 1984 : Jo no mai : Jinpachi Shimamura
- 1986 : Femmes de yakuzas : Yasuzo Ike, père de Migiwa et Makoto
- 1986 : Hanayome
- 1986 : Inochi
- 1989 : Kasugano Tsubone

## Distinctions
- Récipiendaire de l'ordre du Trésor sacré